# Villanueva del Rebollar de la Sierra
Villanueva del Rebollar de la Sierra község Spanyolországban, Teruel tartományban. Villanueva del Rebollar de la Sierra Torrecilla del Rebollar, Salcedillo, Segura de los Baños, Vivel del Río Martín és Fuenferrada községekkel határos. Lakosainak száma 48 fő (2024).

## Népesség
A település népessége az utóbbi években az alábbiak szerint változott:
| Lakosok száma | 48   | 51   | 50   | 48   | 47   | 52   | 43   | 39   | 44   | 48   |
|               | 2001 | 2004 | 2007 | 2009 | 2012 | 2014 | 2017 | 2019 | 2022 | 2024 |